# Autumn Cup
Der Autumn Cup war in den Jahren 1946 bis 2000 ein Eishockeyturnier im Vereinigten Königreich. Rekordsieger des Wettbewerbs sind die Murrayfield Racers mit neun Titelgewinnen.

## Titelträger

### English Autumn Cup
| Jahr | Meister          | Vizemeister         |
| ---- | ---------------- | ------------------- |
| 1946 | Brighton Tigers  | Wembley Monarchs    |
| 1947 | Harringay Racers | Streatham           |
| 1948 | Wembley Monarchs | Harringay Racers    |
| 1949 | Harringay Racers | Wembley Monarchs    |
| 1950 | Brighton Tigers  | Streatham           |
| 1951 | Streatham        | Nottingham Panthers |
| 1952 | Harringay Racers | Streatham           |
| 1953 | Streatham        | Brighton Tigers     |

### British Autumn Cup
| Jahr | Meister             | Vizemeister      |
| ---- | ------------------- | ---------------- |
| 1954 | Harringay Racers    | Falkirk Lions    |
| 1955 | Nottingham Panthers | Paisley Pirates  |
| 1956 | Brighton Tigers     | Harringay Racers |
| 1957 | Wembley Lions       | Harringay Racers |
| 1958 | Brighton Tigers     | Edinburgh Royals |
| 1959 | Streatham           | Brighton Tigers  |

### Northern Autumn Cup
| Jahr | Meister            | Vizemeister        | Ergebnis |
| ---- | ------------------ | ------------------ | -------- |
| 1967 | Paisley Mohawks    |                    |          |
| 1968 | Murrayfield Racers |                    |          |
| 1970 | Murrayfield Racers |                    |          |
| 1971 | Whitley Warriors   |                    |          |
| 1972 | Fife Flyers        |                    |          |
| 1974 | Murrayfield Racers |                    |          |
| 1975 | Fife Flyers        |                    |          |
| 1976 | Fife Flyers        |                    |          |
| 1977 | Murrayfield Racers |                    |          |
| 1978 | Fife Flyers        | Murrayfield Racers | 15–8     |
| 1979 | Murrayfield Racers | Billingham Bombers | 23–7     |
| 1980 | Murrayfield Racers |                    |          |

### Kohler Engines Autumn Cup
| Jahr | Meister        | Vizemeister        | Ergebnis                   | Spielstätte        |
| ---- | -------------- | ------------------ | -------------------------- | ------------------ |
| 1983 | Dundee Rockets | Streatham Redskins | 6–6 Rockets gewinnen im SO | Streatham Ice Rink |

### Bluecol Autumn Cup
| Jahr | Meister      | Vizemeister | Ergebnis | Spielstätte        |
| ---- | ------------ | ----------- | -------- | ------------------ |
| 1984 | Durham Wasps | Fife Flyers | 6–4      | Streatham Ice Rink |

### Norwich Union Trophy
| Jahr | Meister             | Vizemeister        | Ergebnis | Spielstätte                |
| ---- | ------------------- | ------------------ | -------- | -------------------------- |
| 1985 | Murrayfield Racers  | Durham Wasps       | 8–5      | Murrayfield Ice Rink       |
| 1986 | Nottingham Panthers | Fife Flyers        | 5–4 (OT) | National Exhibition Centre |
| 1987 | Durham Wasps        | Murrayfield Racers | 11–5     | Fife Ice Arena             |
| 1988 | Durham Wasps        | Tayside Tigers     | 7–5      | National Exhibition Centre |
| 1989 | Murrayfield Racers  | Durham Wasps       | 10–4     | Basingstoke Ice Rink       |
| 1990 | Durham Wasps        | Murrayfield Racers | 12–6     | Whitley Bay Ice Rink       |

### Autumn Cup
| Jahr | Meister             | Vizemeister         | Ergebnis | Spielstätte     |
| ---- | ------------------- | ------------------- | -------- | --------------- |
| 1991 | Nottingham Panthers | Humberside Seahawks | 7–5      | Sheffield Arena |

### Benson & Hedges Cup
| Jahr | Meister             | Vizemeister          | Ergebnis                 | Spielstätte     |
| ---- | ------------------- | -------------------- | ------------------------ | --------------- |
| 1992 | Cardiff Devils      | Whitley Bay Warriors | 10–4                     | Sheffield Arena |
| 1993 | Murrayfield Racers  | Cardiff Devils       | 6–2                      | Sheffield Arena |
| 1994 | Nottingham Panthers | Cardiff Devils       | 7–2                      | Sheffield Arena |
| 1995 | Sheffield Steelers  | Nottingham Panthers  | 5–2                      | Sheffield Arena |
| 1996 | Nottingham Panthers | Ayr Scottish Eagles  | 5–3                      | Sheffield Arena |
| 1997 | Ayr Scottish Eagles | Cardiff Devils       | 2–1                      | Sheffield Arena |
| 1998 | Nottingham Panthers | Ayr Scottish Eagles  | 2–1                      | Sheffield Arena |
| 1999 | Manchester Storm    | London Knights       | 3–3 Storm gewinnen im SO | Sheffield Arena |
| 2000 | Sheffield Steelers  | Newcastle Jesters    | 4–0                      | Sheffield Arena |